# 3 (álbum de Complexo J)
3 é o terceiro álbum de estúdio da banda brasileira de rock cristão Complexo J, lançado em setembro de 1991.
É o disco de maior sucesso da banda, com canções como "Sábado Quente", "Mais que um Sonho" e "Eu Quero bem Mais". O disco, inicialmente, foi lançado de forma independente, por um selo do baterista Martinho Luthero. Nesta época, a banda encontrou muitos problemas para divulgar e distribuir o disco, fazendo com que não alcançasse o mesmo patamar de vendas dos demais trabalhos. Mesmo assim, o disco recebeu forte aclamação do público, sendo reconhecido como o melhor disco de sua discografia.
Quando a banda fechou um contrato com a MK Music em 1992, o disco passou a ser distribuído pela gravadora em uma reduzida e rara prensagem que, em 2017, foi remasterizada e editada em canais de streaming. A canção "Sábado Quente" chegou a ser remasterizada e lançada na coletânea Parece que foi Ontem. Em uma entrevista, o baixista Murilo Braga diria: "Com todas essas dificuldades, sem apoio da mídia, praticamente no “ouvi dizer”, o disco é falado até hoje. [...] Sinto uma grande alegria de ter feito esse trabalho com o grupo. Chegamos a vender 250 discos em 2 noites numa igreja em Santos (SP). Nós éramos os distribuidores…".
O disco recebeu avaliações positivas da mídia especializada. O jornalista Mauro Ferreira, do O Globo, associou o som do grupo ao 14 Bis e afirmou que "não fariam feio perto de similares profanos".  O guia discográfico O Propagador atribuiu 5 estrelas de 5 ao disco, quantidade máxima, reiterando que o disco é um "tapa na cara da sociedade".
Em 2015, foi eleito, por vários historiadores, músicos e jornalistas, por meio de lista publicada pelo Super Gospel, o 13º maior álbum da música cristã brasileira, em uma publicação. Mais tarde, foi eleito pelo mesmo portal o 7º melhor álbum da década de 1990.
| Críticas profissionais | Críticas profissionais |
| Avaliações da crítica  | Avaliações da crítica  |
| Fonte                  | Avaliação              |
| ---------------------- | ---------------------- |
| O Globo                | (favorável)            |
| O Propagador           | [ 1 ]                  |
| Super Gospel           | [ 4 ]                  |

## Faixas
Lado A
1. "Ressuscitou"
2. "Sábado Quente"
3. "Mais que um Sonho"
4. "Choro da Natureza"
5. "Eu quero bem mais"

Lado B
1. "Yom Kippur"
2. "Com Jesus"
3. "Consciência Limpa"
4. "Abra seus Olhos"

## Ficha técnica
- Liza Zagzalia - vocais
- Marco Salomão - guitarra ritmica e vocais
- Hélio Zagzalia - guitarra solo
- Murilo Braga - baixo e vocal
- José Carlos - teclado
- Martinho Luthero - bateria